# Ловце (Злате Моравце)
Ловце (слч. Lovce) насељено је мјесто са административним статусом сеоске општине (слч. obec) у округу Злате Моравце, у Њитранском крају, Словачка Република.

## Становништво
| Година:    | 1994. | 2004.   | 2014.   | 2024.   |
| ---------- | ----- | ------- | ------- | ------- |
| Број људи: | 661   | 699     | 661     | 703     |
| Разлика:   |       | +5,74 % | -5,43 % | +6,35 % |

| Година:    | 2023. | 2024.   |
| ---------- | ----- | ------- |
| Број људи: | 704   | 703     |
| Разлика:   |       | -0,14 % |

Према подацима о броју становника из 2011. године насеље је имало 678 становника.